# Новочерниговское
Новочерниговское (укр. Новочернігівське) — село,
Миролюбовский сельский совет,
Синельниковский район,
Днепропетровская область,
Украина.
Код КОАТУУ — 1224884904. Население по переписи 2001 года составляло 162 человека.

## Географическое положение
Село Новочерниговское находится в 4-х км от правого берега реки Средняя Терса,
примыкает к селу Новый Посёлок, на расстоянии в 1 км от села Партизаны.
По селу протекает пересыхающий ручей с запрудой.